# 卞雲龍
卞雲龍（?—?），字起田，號潤蒼，贵州赤水人，清朝政治人物，同進士出身。

## 生平
乾隆五十五年（1790年）清高宗八旬庚戌恩科進士，三甲三十一名，后由庶吉士改戶部主事，初雲南武定直隸州知州，歷署順寧、開化知府。